# رویو
رویو (به لاتین: Roiu) یک منطقهٔ مسکونی در استونی است که در دهستان کاستره واقع شده‌است.